# Lagom

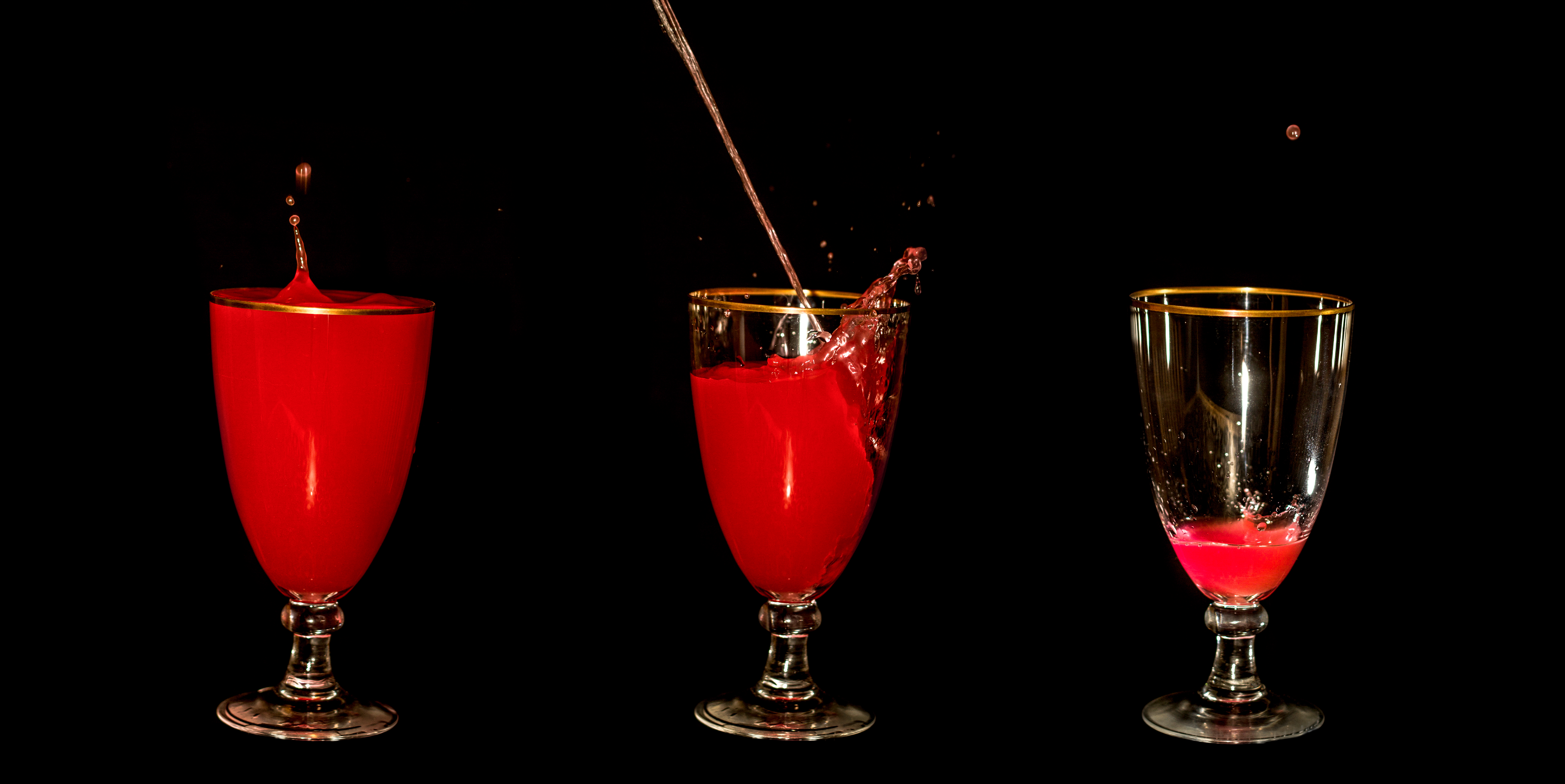
Ni trop, ni trop peu.

Lagom [ˈlɑːˌɡɔm]  est un adverbe suédois réputé intraduisible signifiant approximativement "moyen", "assez” ou ”optimal". Il est fréquemment utilisé parmi les Suédois pour désigner une quantité ou une qualité qui est ni trop, ni trop peu. De plus, lagom est parfois considéré le mot le plus suédois existant. Puisque le mot est employé dans plusieurs contextes différents, le sens varie en fonction de la situation mais dans des nombreux cas il signifie que quelque chose est ”dans la mesure où il doit être”. Il est aussi relié à l'art de vie à la suédoise.
Cet art de vivre à la suédoise implique un mode de vie dont le but est d'atteindre le bien-être et l'équilibre parfait. On le retrouve notamment en décoration d'intérieur.

## Exemples
- Lagom lång (à la juste longueur)
- Dricka lagom (boire modérément)
- Vattnet är lagom varmt (l’eau a la température optimale)

## Liste des références
- (sv) Cet article est partiellement ou en totalité issu de l’article de Wikipédia en suédois intitulé « Lagom » (voir la liste des auteurs).

1. ↑  Prononciation en suédois standard retranscrite selon la norme API.
2. ↑  (sv) « lagom | SAOB », sur www.saob.se (consulté le 3 mars 2017)
3. ↑  « Mots intraduisibles européens », sur europeisnotdead.com, 2012 (consulté le 3 mars 2017)
4. ↑  (sv) Parkvall, Mikael, Lagom finns bara i Sverige : och andra myter om språk, Stockholm, LIBRIS, 2009, 172 p. (ISBN 978-91-7738-797-8, lire en ligne)
5. ↑  « Hexmasters Faktoider: Lagom », sur www.faktoider.nu (consulté le 3 mars 2017)
6. ↑  « "Lagom", l'art d'être heureux à la suédoise », sur madame.lefigaro.fr (consulté le 25 septembre 2017)
7. ↑  « Le Lagom : La tendance déco suédoise à adopter chez soi ! », sur Carnet Déco : Blog de décoration, DIY et d'inspiration pour la maison, 7 novembre 2017 (consulté le 10 janvier 2019)